# Laphystia kuehlhorni
Laphystia kuehlhorni är en tvåvingeart som beskrevs av Emile Janssens 1961. Laphystia kuehlhorni ingår i släktet Laphystia och familjen rovflugor. Inga underarter finns listade i Catalogue of Life.